# キングコング (お笑いコンビ)
キングコングは、日本のお笑いコンビ。略称は「キンコン」「コング」。1999年9月結成。『M-1グランプリ2007』第3位。

## メンバー
西野 亮廣（にしの あきひろ、1980年7月3日 - ）（45歳）
ツッコミ・ネタ作り担当、立ち位置は向かって左。株式会社CHIMNEY TOWN所属。

梶原 雄太（かじわら ゆうた、1980年8月7日 - ）（44歳）
ボケ担当、立ち位置は向かって右。吉本興業所属。

## 来歴・エピソード
NSC在学中の1999年、西野は「グリーングリーン」、梶原は「NINNIN丸」という別々のコンビを組んでいた。それぞれがコンビを解散した後、西野が梶原をバイクで雲雀ヶ丘に誘い、大阪平野を眺めながら、西野が「あれだけの人を笑わせようと思ったら、大変やな」と話すと、梶原が「俺達ならできるよ」と返し、現在のコンビを結成した。同期の芸人は大阪ではNON STYLE、南海キャンディーズ、ダイアン、東京ではピース、平成ノブシコブシなどがいる。
2000年、NSC在学中に結成5か月かつ19歳で『NHK上方漫才コンテスト』最優秀賞を受賞。また『M-1グランプリ2001』では芸歴2年3か月で決勝戦進出を果たした。他にもダンスユニットのWEST SIDEに参加するなど、様々な分野での活動も見られるようになる。
2001年に『はねるのトびら』（フジテレビ）が放送を開始。10年以上続くロングラン番組となりキングコングを全国的な知名度に押し上げることとなった。『はねるのトびら』のスタート当初、大阪では当時所属していた劇場・baseよしもとが一大ムーブメントを巻き起こしていたため、スケジュールは休み無しで一日平均睡眠時間は2時間以下という生活が数年続いた。また『はねるのトびら』収録終了後にキングコングのみ関西にレギュラー番組がたくさんあったため、睡眠できるのは新幹線の中のみだったという。
2003年に当時の主要メンバーと共にbaseよしもとを卒業。デビュー2年目にして1軍メンバーとなったため、笑い飯・麒麟・千鳥・ダイアン・NON STYLE・とろサーモンなどの先輩や同期よりも先に若手の劇場を卒業することとなる。その後はうめだ花月に移動したものの、程なくして東京進出を果たす。
2008年より、日本全国ライブツアー『KING KONG LIVE』を開始。2010年からは、夏季にかけて年に1度開催している。
『はねるのトびら』終了以降、西野は絵本作家や講演、梶原はYouTuberと別々の活動が増えているが、劇場などで漫才を続けており、他にも『毎週キングコング』内で動画をアップするなどしている。田村裕（麒麟）や石田明（NON STYLE）は「梶原がYouTubeを始めてからアドリブの熱量が上がり漫才も良くなった」と評価している。2019年、コンビ結成20周年を迎えた。
2021年1月30日、西野が吉本興業とのマネジメント契約を終了、梶原は引き続き吉本興業所属を続ける旨を説明しており、コンビ内で所属事務所が異なるようになった。今後キングコングとして吉本の劇場に立つことはしばらくないと話している。『毎週キングコング』は、吉本が運営するMCN「OmO」が管理しているチャンネルのため、退社した西野は2021年2月7日からゲスト出演という形での出演となっている。

## 芸風
- ヒップホップを聴いているかのようなテンポの速さが特徴。『M-1グランプリ2007』では、審査員の中田カウスから「ジェットコースターのような漫才」「漫才ラッパー」と評された。
- 必ず漫才の始まりには「どうもキングコングです！イェイイェイ！」と西野は右足、梶原は左足を上げてダブルピースというポーズをデビュー当時から続けている。
  - その後梶原が「しゃかりき頑張ろう！」もしくは「しゃかりき頑張ります！」と言うまでが一連の流れだったが、このつかみは梶原が西野に「しゃかりき頑張ります！をやめていい？」とメール上で尋ねたタイミングでやらなくなった[7]。コンビ結成当時はこの流れはなく、梶原がいきなりやり始めたものであると語っている。また『M-1グランプリ2001』では梶原の髪型をつかみにしていた。
- オチの後には「おおきに！」と言って「まいど！」というときのジェスチャーに似たポーズを取っていたが、これも最近はやらなくなり、お辞儀をして終わるようになっている。

## エピソード
- 昔は非常に仲が悪い時期があり、ネタ合わせ中に西野が梶原にペンを投げたこともある。また、テレビ番組ではカメラが回っていても喧嘩を始めるときがあった。大喧嘩をしたのはデビュー1年目と梶原が2003年に復帰してから初めてネタづくりをしたとき。「昔は『ボケ』『コラ』と叫んだりしたが、最近は二人とも言葉を選ぶようになった」と西野が自身のブログで語っている。また、今が一番いい関係性だと話している。
- 過去の梶原は、人を傷つけることを面白がって笑いを取ろうとしているのが良いと思っていたが、今では考えられないほど自分がどれだけ愚かだったかと猛省している[8]。これに対して西野は「人って変われるんやね！変わるってすごいね！」と話している。
- 昔、梶原がラジオで西野の住所をラジオ内で「住所～505室に住んでる」と発言し、100人以上が西野の家に来て、ようやく誰もいなくなって外に出た時に、505の下にEDWINと書かれてたエピソードがある[9]。

### M-1グランプリ
2001年
- 結成3年目で決勝戦進出。当時、大阪ではアイドル的人気を誇っており、「最も勢いのある若手芸人」と称されていた。
- 「合コン」というネタを披露。西川きよしから最高評点を受けたものの、青島幸男や松本人志からの評点が低く、特別審査員・一般審査員・合計得点いずれも7位に終わった。

2007年
- 2004年以来3年ぶりに参加し、第1回大会から6年ぶりに決勝戦進出。梶原は緊張から円形脱毛症を発症したという。
- ファーストラウンドで「洋服屋の店員」というネタを披露。審査員の大竹まことから唯一90点台を獲得し、2位通過で最終決戦進出。
- 最終決戦では「台風レポーター」というネタを披露。ネタの最中に梶原が「ありがとうな西野、もうこれでネタ終わるから! 頑張ろな俺たち!」と言い、会場を沸かせるも、ファーストラウンドで最高評点をつけた大竹からの票しか得ることが出来ず、3位に終わった。

2008年
- 前年に続いて決勝戦進出。前年に結婚した梶原は大会前に「優勝しなかったら離婚します」と宣言。
- 並々ならぬ気持ちで決勝戦に挑み、「野球のヒーローインタビュー」というネタを披露したが、西野の「お口チャックマンか!」というフレーズがスベってしまい、結果は8位となった。審査員のオール巨人からは、「一つ一つの笑いに行くまでのネタフリが少し長かったように思う。もっと次から次に短い短いスパンでやって頂きたい。(途中省略)それだけのキャリアがあって出てきたからもっとお客さんと上手いことやって三位一体となってどっとウケて欲しかったのですが、ちょっとなんか空回りした感じがする」と評し、同じく中田カウスからは、「うまいんですけどね、ネタの運びも良いし。なんか頭で漫才してハートがついていって無いっちゅう感じがするなぁ。ちょっとネタの選択に失敗したんちゃう?」と評された。

### 毎週キングコング in 日本武道館
2021年11月8日、日本武道館にて行われたOWNDAYSが主催するイベント『SA-CUS～世界で一番楽しい学校～』のラストシーンで、2022年2月28日に『キングコング2人っきりの武道館トークライブ』を開催することを発表した。また西野のトークがカジサックチャンネルで公開されている。
2022年2月28日に『毎週キングコング in 日本武道館』を開催した。冒頭のキングコングの歴史のビデオで登場時に梶原は感極まって号泣しており、西野が大爆笑をしてスタートした。トークライブが終わりエンディングに差し掛かる最中に手拍子コールがかかり、約2年ぶりにキングコングが漫才を日本武道館にて行った。このイベントの裏側とイベントのオープニングが『毎週キングコング』にて2022年3月6日の動画で公開されている。また、このイベントのアーカイブは同年3月15日まで視聴（別途購入が必要）できるほか、このイベントのグッズとしてキングコングが日本武道館で西野亮廣が作曲した曲『えんとつ町のプペル』の弾き語りが同年3月15日まで発売されている。オンライン配信チケット購入数は2万4456枚を記録し、累計動員3万人を記録した。
西野は、「オープニングで号泣しながら登場した梶原君には大いに笑わせていただきました。久しぶりにやった漫才も楽しかったです。こんな二人を日本武道館のステージに立たせて下さり、見守って下さったお客様、関係スタッフの皆様に、心から感謝します。そして、梶原君へ。これからも末長く宜しくお願いいたします。」と梶原は「コンビ結成22年。その時2人でした"約束"を果たすことが出来ました。キングコングは本当に紆余曲折がありました。結果、お笑いライブなのに僕がオープニングで号泣という醜態を晒してしまいました。。しかし、本当に幸せな時間、そして素晴らしい景色でした。大変な時期に武道館へ足を運んで下さったお客様、配信チケットを購入して下さった方々、素晴らしい舞台を演出して下さったスタッフの方々、本当にありがとうございます。そして西野亮廣さん。長い時間お待たせしてごめんね。キングコングはここからがスタートです。」とコメントしている。

## 出囃子
劇場出番の際はBay City Rollersの「Saturday Night」。かつてはコンビ名にちなんで「キングコングのテーマ」を使用していた。
独演会や単独ライブ等では忘れらんねえよの「CからはじまるABC」。

## 略歴
1999年
- NSC22期の同期生として出会い、別々のコンビを解消して9月に結成。
- 12月 - NSC在学中に『オールザッツ漫才1999』に出場。

2000年
- 3月 - NSC在学中に第30回『NHK上方漫才コンテスト』にて最優秀賞を受賞。史上初の快挙を成し遂げた。
- 4月 - 関西ローカル番組『紳助の人間マンダラ』内で、WEST SIDEのメンバーに選ばれる。
- 5月 - 『爆笑オンエアバトル』で初挑戦初オンエア。
- 8月 - 深夜番組『新しい波8』に出演。

2001年
- 1月24日 - WEST SIDEとして、デビューシングル「WEST LOVE SHINE」リリース。
- 4月 - ABCお笑い新人グランプリ副賞として『百万馬力・キングコングと12人の怒れる師匠たち』スタート。初の冠番組となった。
- 4月 - 『はねるのトびら』が月曜深夜にスタート。
- 4月 - 『キングコングのほにゃらじお』（朝日放送）放送開始。
- 4月 - 第36回上方漫才大賞にて新人賞を受賞。
- 11月7日 - WEST SIDEとして、「Right Here, Right Now」リリース。
- 11月21日 - 「中川家・ルート33・キングコング in ZAIMAN 」発売。
- 11月23日 - WEST SIDEとして、ルミネtheよしもとでライブ。
- 12月12日 - WEST SIDEとして、アルバム『WS』リリース。
- 12月 - 第30回上方お笑い大賞にて最優秀新人賞を受賞。
- 12月25日 - 『M-1グランプリ2001』決勝戦に出場（7位）。

2002年
- 2月 - WEST SIDEとして、写真集発売。
- 2月20日 - WEST SIDEとして、DVD・ビデオ「story」発売。
- 2月23日 - WEST SIDEとして、Zepp Osakaでライブ。
- 5月9日 - WEST SIDEとして、ライブDVD・ビデオ「Live at Zepp Osaka E・Y・E 」発売。

2003年
- 2月 - 梶原がストレス等で体調を崩し、約3か月間休養。
- 5月 - 梶原『キングコングのほにゃらじお』にて復帰。休養中に梶原は結婚するが、約1年後の2004年4月に離婚。
- 8月 - baseよしもとを卒業、うめだ花月へ。
- 8月11日 - 復活ライブ「KING KONG LIVE」をルミネtheよしもとで開催。
- 8月31日 - 第1回『MBS新世代漫才アワード』決勝出場。
- 9月 - 『森田一義アワー 笑っていいとも!』の火曜日に隔週レギュラーとして出演開始。
- 11月8日 - ガキンチョ★ROCKのCD「夢へまっすぐに」を発売（ガキンチョ★ROCKサントラも発売）。
- 11月23日 - 大人限定イベント「キングコングのオールナイトロケット」開催。

2004年
- 1月6日 - 『はねるのトびら』が火曜23時に枠移動、全国ネットに。
- 1月18日 - 『R-1ぐらんぷり』に出場。西野、梶原共に2回戦敗退。
- 3月頃 - 東京に移住。
- 7月 - ガキンチョ★ROCKのDVD発売。
- 10月3日 - ラジオ番組『YOUNG PARK』（MBSラジオ）にてバンド「難波兄弟」を結成、インディーズでCDデビュー。

2005年
- 4月6日 - 難波兄弟がメジャーデビュー。 大阪・心斎橋のHMVで難波兄弟の発売イベント（トークショー）を開催。
- 5月 - テレビ番組『音楽戦士 MUSIC FIGHTER』の企画で梶原が『キングコング梶原』としてソロデビュー。
- 7月1日 - 西野、妻夫木聡・深津絵里主演ドラマ『スローダンス』（フジテレビ）でドラマ初出演。
- 8月31日 - 塚地武雅(ドランクドラゴン)、堤下敦(インパルス)、梶原雄太が「言いたいことも言えずに」発売。
- 秋 - 西野、ソロトークライブ『西野亮廣独演会』を開催。その後も継続中。
- 11月21日 - 西野、ブログ『西野公論』を立ち上げる。その後毎日更新。
- 10月19日 - 『はねるのトびら』がゴールデンタイムに進出。

2006年
- 2月22日 - 西野亮廣とおかめシスターズ「逢いたくて五反田」発売。
- 3月19日 - 梶原が「蜂窩織炎」で入院。
- 3月26日 - この日の放送で、『横丁へよ〜こちょ!』レギュラー卒業。
- 4月8日 - 梶原、仕事復帰。
- 4月27日 - フジテレビ社屋内にて、映画『キング・コング』DVD発売記念除幕式の司会を行う。
- 5月10日 - 約1年ぶりにうめだ花月で漫才を演じる。
- 10月 - 新番組『キンコンヒルズ』開始。『笑っていいとも!』隔週から毎週レギュラーに昇格。木曜日に出演。

2007年
- 6月23日 - 梶原が再婚（すでに婚姻届を提出していた）。挙式、披露宴を行う。尚、司会は西野が務めた。
- 10月4日 - 西野、『笑っていいとも!』にて初の単独司会のコーナー、「ただいま、考え中 私の脳内こんなカンジ!」がスタート。
- 12月10日 - 『M-1グランプリ2007』にて、大会史上最長ブランクである6年ぶりの決勝戦進出が決定。
- 12月23日 - 『M-1グランプリ2007』決勝戦にて、ファーストラウンドのネタは2位だったが、最終決戦の得票数の差で3位となった（優勝したサンドウィッチマンは4票、準優勝のトータルテンボスは2票、キングコングは1票）。

2008年
- 3月17日 - キングコング初のオフィシャルサイトが立ち上がる。
- 3月27日 - 『笑っていいとも!』レギュラーを卒業。
- 4月 - 漫才ライブ「KING KONG LIVE」を開始。二週間に一度日本各地で公演中。
- 7月15日 - 8月26日の毎火曜日 - 新宿7キャンプシアターの一環で舞台「ドーナツ博士とGO!GO!ピクニック」を公演。
- 9月末 - ラジオ番組『ガッチャx3』終了。
- 12月21日 - 『M-1グランプリ2008』決勝戦に出場（8位）。

2009年
- 1月26日 - にしのあきひろとして、絵本「Dr.インクの星空キネマ」を発売。
- 10月3日 - デビューからのレギュラーラジオ番組であった『キングコングのほにゃらじお』が放送開始8年半で終了。
- 10月26日 - 『キングコングのあるコトないコト』開始。

2010年
- 7月 - 「KING KONG LIVE」が、年に一度の開催となる。

2011年
- 7月 - 「KING KONG LIVE」初のDVDが発売される。（内容は「KING KONG LIVE 2010」東京公演の様子）

2012年
- 4月 - 『熱血!人情派コメディ しゃかりき駐在さん』で、西野は四代目駐在さん役を、梶原が新聞記者役をそれぞれ演じる（翌年3月まで）。
- 9月 - 11年間放送していた『はねるのトびら』が終了した。

2013年
- 8月7日 - YouTubeチャンネル『毎日キングコング』の配信を開始する。

2014年
- 3月27日 - 『キングコングのあるコトないコト』が終了。

2016年
- 6月28日 - 西野が芸人引退を発表し、以降は絵本作家を肩書きとすることを宣言した。「肩書だけの問題」として芸能活動は継続する。

2018年
- 10月1日 - 梶原が「カジサック」名義でYouTuberとして活動を開始。また、100万人登録を達成しなければ芸人を引退という目標も掲げて開始。詳細はカジサックの部屋を参照。

2019年
- 4月5日 - 梶原がカジサック名義で冠番組「カジサックのじゃないと!」が熊本県民テレビ(KKT)で放送開始。
- 7月11日 - 梶原のYoutubeチャンネル「カジサック KAJISAC」のチャンネル登録者数が100万人を突破。
- 8月17日 - 第13回ENGEIグランドスラムに初出演。トップバッターを務めた。

2020年
- 5月16日 - 梶原のYouTubeチャンネル「カジサック KAJISAC」のチャンネル登録者数が200万人を突破。
- 12月25日 - 西野の映画「えんとつ町のプペル」が全国上映される。

2021年
- 1月30日 - 西野が吉本興業を退社。
- 7月1日 - 梶原が、梶原雄太としてのYouTubeチャンネル「梶原雄太の部屋」を開設。

2022年
- 2月28日 - 日本武道館でキングコング2人のトークライブ、「毎週キングコング in 日本武道館」を行った。

## 賞レース成績・受賞歴など

### M-1グランプリ（成績）
| 年     | 結果       | エントリーNo. | 決勝戦キャッチコピー       | 備考                       |
| ------ | ---------- | ------------- | -------------------------- | -------------------------- |
| 2001年 | 決勝7位    | 297           | 驚異のルーキー             |                            |
| 2002年 | 準決勝敗退 | 1729          |                            |                            |
| 2003年 | 準決勝敗退 | 1872          |                            |                            |
| 2004年 | 準決勝敗退 | 2567          |                            |                            |
| 2005年 | 不参加     |               |                            |                            |
| 2006年 | 不参加     |               |                            |                            |
| 2007年 | 決勝3位    | 2735          | 帰ってきたスーパールーキー | ファーストラウンド 2位通過 |
| 2008年 | 決勝8位    | 4440          | 逆襲のスーパールーキー     |                            |
| 2009年 | 準決勝敗退 | 4580          |                            | ラストイヤー               |

### その他
- 2000年 第21回ABCお笑い新人グランプリ 新人賞
- 2000年 第30回NHK上方漫才コンテスト 最優秀賞
- 2001年 第22回ABCお笑い新人グランプリ 最優秀新人賞
- 2001年 第36回上方漫才大賞 新人賞
- 2001年 第30回上方お笑い大賞 最優秀新人賞
- 2011年 日清食品 THE MANZAI 2011 本選サーキット敗退
- 2013年 日清食品 THE MANZAI 2013 本選サーキット敗退

## 出演

### 現在の出演番組
テレビ番組
- 2020年2月現在、コンビで出演する番組はない。

インターネット番組
- 毎週キングコング（YouTube、2018年5月13日 - ） - 毎週日曜22:00更新。

### 過去の出演番組
テレビ番組
- キングコングと12人の怒れる師匠たち（ABCテレビ、2001年4月2日 - 6月11日）
- はねるのトびら（フジテレビ、2001年4月 - 2012年9月） - メインキャスト
- 紳助の人間マンダラ（関西テレビ）
- 爆笑オンエアバトル（NHK総合）戦績6勝0敗 最高517KB

初挑戦は2000年5月6日放送回で457KBでいきなりトップ通過を果たした。出場6回中3回がオーバー500を達成しており、チャンピオン大会も出場できると思われたが、出場した全ての年度（2000年 - 2002年度）で2勝ずつしか達成しないため、チャンピオン大会出場は果たせていない。
- ?マジっすか!（毎日放送、2001年4月 - 2003年3月）
- コント1000本ノック（フジテレビ、2001年10月 - 2002年3月）
- 本能のハイキック!（フジテレビ、2002年4月 - 9月）
- イケチキ!!（TBS、2002年4月 - 9月）
- ゲンキ王国（関西テレビ、2002年10月 - 2003年9月）
- 大阪発元気ダッシュ!DOYAH（NHK BS2、2001年11月 - 2003年3月）
- キングGONG!（読売テレビ、2004年4月 - 9月）
- 開運コメディ 今日も大吉!パンパンパン（朝日放送、2004年4月 - 9月）
- クイズ!家族でGO!!（TBS、2004年10月 - 12月）
- なにわ人情コメディ 横丁へよ〜こちょ!（朝日放送、2004年10月 - 2006年3月）
- おはスタ（テレビ東京、2004年10月 - 2006年3月）
- メレンゲの気持ち（日本テレビ、2005年1月 - 2007年3月）
- 森田一義アワー 笑っていいとも!（フジテレビ）火曜日（隔週、2003年9月 - 2006年9月）、木曜日（2006年10月 - 2008年3月）
  - 笑っていいとも!増刊号（フジテレビ、2003年9月 - 2008年3月）
  - 笑っていいとも!特大号（フジテレビ、2003年 - 2007年）
  - 笑っていいとも! グランドフィナーレ 感謝の超特大号（フジテレビ、2014年3月31日）

- たべごろマンマ!（日本テレビ、2005年4月 - 2008年3月）
- キングコングの動物図鑑（テレビ朝日、ドスペ2枠）
- SAMURAI5（日本テレビ）
- 全力!Tunes（日本テレビ、2008年4月 - 9月）
- 大キングコング 情熱!しゃべり隊!!（読売テレビ、2007年4月 - 2009年3月）毎月第4土曜日
- キンコンヒルズ（テレビ東京、2006年10月 - 2009年3月）
- 音楽戦士 MUSIC FIGHTER（日本テレビ、2004年10月 - 2010年3月）
- 熱血!人情派コメディ しゃかりき駐在さん（朝日放送、2012年4月 - 2013年3月）
- キングコングのあるコトないコト（メ〜テレ、2009年10月 - 2014年3月）
- ナイナイ・キンコン・シモフリのカコイチ恥ずい旅（フジテレビ、2020年12月27日）

テレビドラマ
- グッド★コンビネーション（NHK、2001年1月） - 最終話ゲスト
- 島田紳助プロデュース ウエストサイドストーリー（朝日放送、2002年8月16日）
- 塩カルビ（テレビ神奈川、2002年10月 - 2002年12月）
- 世にも奇妙な物語20周年スペシャル（2010年、フジテレビ）

ラジオ番組
- 吉本キンコンSHOW（KBS京都、2000年4月 - 2002年3月）
- サンデースペシャルよしもとお笑いコロシアム「週替わりパーソナリティー」（KBS京都、2003年 - 2004年）
- 市井紗耶香とキングコング(とインパルス)のSUPER STAR QR（文化放送、2002年4月 - 2003年7月）
- はねるのトびらのオールナイトニッポン（ニッポン放送、2003年4月25日） - 西野のみ
- オールナイトニッポン新春スペシャル・芸人魂（ニッポン放送、2004年1月1日） - キングコングがメイン
- キングコングの笑耳（TBSラジオ、2004年1月3日） 週替わりパーソナリティの一組として
- YOUNG PARK 〜We are Sneaker Ages〜（MBSラジオ、2003年10月 - 2005年3月）
- シャカリキ!難波ブラザーズ（MBSラジオ、2005年4月 - 9月）
- ゴチャ・まぜっ!火曜日（MBSラジオ、2005年10月 - 2006年10月）
- キングコングのガッチャガッチャ（文化放送『レコメン!』内、2005年10月 - 2007年9月）
- キングコングのガッチャガッチャガッチャ（文化放送『レコメン!』内、2007年10月 - 2008年9月）
- キングコングのほにゃらじお（朝日放送、2001年4月 - 2009年10月）

### CM
- ねるねるねるねシリーズ（カネボウフーズ、2003年）
- 複合カフェ自遊空間（ランシステム、2005年）
- DAKARA（サントリーフーズ、2005年春）
- uno（資生堂、2005年8月、2006年3月 ）
- TEPCOひかり
- 日産自動車（はねトびメンバー）
- サントリー「おうちカクテル」（2006年12月）
- コカコーラ「ファンタ」（はねトびメンバー）（2011年）
- エスビー食品「濃いシチュー」（2011年）
- ニビシ醤油「お鍋が好っきゃねんキャンペーン」（2012年・九州地区限定）
- キャリオク（2020年4月 - ）

### 舞台
- ドーナツ博士とGO!GO!ピクニック（新宿7キャンプシアターの一環、西野＝脚本、梶原＝ビリー・ルビッチ役）[22]

### 映画
- ガキンチョ★ROCK（キングコング・ロザンの初主演映画）
- ブレイブ・ストーリー（声の出演：西野＝ソレブリアの市民役、梶原＝ワニの店主役）
- 劇場版ポケットモンスター アドバンスジェネレーション ミュウと波導の勇者 ルカリオ （声の出演：西野＝フレディ役、梶原＝ウソハチ役）
- デンサン（主演西野＝久遠茂役）

## 関連作品

### DVD・ビデオ
- baseよしもと2000大図鑑
- 中川家・ルート33・キングコング in ZAIMAN
- baseよしもと2001大図鑑
- （WEST SIDEとして） LIVE at Zepp Osaka E・Y・E
- （WEST SIDEとして） story
- はねるのトびら
- baseよしもと2002大図鑑
- はねるのトびらII
- メッセンジャー・シャンプーハット・ブラックマヨネーズ・フットボールアワー・ビッキーズ・ロザン in ZAIMAN（コーナー出演）
- baseよしもと2003大図鑑
- キンコン☆ロザン 〜青春パンクな1ヶ月〜（映画「ガキンチョ☆ROCK」メイキング）
- ガキンチョ☆ROCK
- はねるのトびらIII
- 喜劇王しんべえす
- 喜劇王しんべえすII
- うめだ花月2周年記念DVD A級保存版
- はねるのトびらIV
- はねるのトびら DVD-BOX
- M-1グランプリ2001完全版
- 子ぎつねヘレンとゆかいな仲間 たち 「カメラマン梶原雄太50キロ」
- ジャッカス・ザ・ムービー 日本特別コメンタリー版
- 永久保存版 吉本ギャグ100連発4
- 永久保存版 吉本ギャグ100連発5
- 「YOSHIMOTO PRESENTS LIVE STAND 07」0429
- 「M-1グランプリ the BEST 2001-2003」
- 「M-1グランプリ2007完全版　敗者復活から頂上（てっぺん）へ-波乱の完全記録-」
- 「LIVE STAND 08」〈0427〉
- 「LIVE STAND 08」〈0429〉
- M-1グランプリ2008完全版-ストリートから涙の全国制覇!!-
- YOSHIMOTO PRESENTS LIVE STAND 09 〜男前祭り〜
- キングコングのあるコトないことDVD 〜芸人オールスター戦・1回表〜
- KING KONG LIVE 2010
- KING KONG LIVE 2011

### 音楽CD
- WEST SIDEとして
  - WEST LOVE SHINE
  - Right Here, Right Now
  - W・S
- ガキンチョ☆ROCKとして
  - 夢へまっすぐに
- 難波兄弟として
  - 明日への讃歌〜Happy(2)Song〜
- キングコング梶原として
  - おかん
  - New Horizon〜戦え!星の戦士たち〜
- Variety Various×キングコング梶原
  - Friends
- 塚地武雅・堤下敦・梶原雄太として
  - 言いたいことも言えずに
- 西野亮廣とおかめシスターズとして
  - 逢いたくて五反田

### 音楽配信
- えんとつ町のプペル（2020年4月15日配信） - 西野が作詞と作曲を担当